# Хорів (Польща)
Хорів (пол. Chorzów) — село на Закерзонні, в Польщі, у гміні Розвинниця Ярославського повіту Підкарпатського воєводства.
Населення — 287 осіб (2011).

## Розташування
Знаходиться в західній частині Надсяння. Розташоване на відстані 5 км на захід від адміністративного центру ґміни Розвинниці, 17 км на південний захід від повітового центру Ярослава і 42 км на схід від воєводського центру Ряшева. Лежить над річкою Молочкою — правою притокою Віслоку.

## Історія
За податковим реєстром 1515 р. село належало до фортеці Порохник, були 5 ланів (коло 225 га) оброблюваної землі, млин і корчма.
За податковим реєстром 1589 р. село належало Івану Пенянжику, були 3 лани (коло 75 га) оброблюваної землі, млин, 2 загородники без земельної ділянки і 4 коморники без тяглової худоби. До 1772 року Хорів входив до складу Перемишльської землі Руського воєводства Королівства Польського.
Відповідно до «Географічного словника Королівства Польського» в 1880 р. Хорів знаходився у Ярославському повіті Королівства Галичини і Володимирії.
Після розпаду Австро-Угорщини і утворення 1 листопада 1918 р. Західноукраїнської Народної Республіки Хорів разом з усім Надсянням були окуповані Польщею в результаті кривавої війни. Хорів входив до Ярославського повіту Львівського воєводства, в 1934—1939 рр. — у складі ґміни Прухник. На 1.01.1939 в селі проживало 500 мешканців, з них 30 україномовних українців, 200 польськомовних українців, 250 поляків і 10 євреїв. На той час унаслідок півтисячоліття латинізації та полонізації більшість українців Хорова утратили розмовну українську мову, хоча їх частина ще зберігала греко-католицьку віру й усвідомлення свої національності. Українці-грекокатолики належали до парафії Порохник Порохницького деканату Перемишльської єпархії.
16 серпня 1945 року Москва підписала й опублікувала офіційно договір з Польщею про встановлення лінії Керзона українсько-польським кордоном. Українці не могли протистояти антиукраїнському терору після Другої світової війни. Частину добровільно-примусово виселили в СРСР (69 осіб — 16 родин). Решта українців попала в 1947 році під етнічну чистку під час проведення Операції «Вісла» і була депортована на понімецькі землі у західній та північній частині польської держави, що до 1945 належали Німеччині.
У 1975—1998 роках село належало до Перемишльського воєводства.

## Демографія
Демографічна структура станом на 31 березня 2011 року:
|          | Загалом | Допрацездатний вік | Працездатний вік | Постпрацездатний вік |
| -------- | ------- | ------------------ | ---------------- | -------------------- |
| Чоловіки | 146     | 32                 | 92               | 22                   |
| Жінки    | 141     | 20                 | 86               | 35                   |
| Разом    | 287     | 52                 | 178              | 57                   |